# Municipio de Soap Creek
El municipio de Soap Creek (en inglés: Soap Creek Township) es un municipio ubicado en el condado de Davis en el estado estadounidense de Iowa. En el año 2010 tenía una población de 643 habitantes y una densidad poblacional de 7,12 personas por km².

## Geografía
El municipio de Soap Creek se encuentra ubicado en las coordenadas 40°51′52″N 92°28′6″O / 40.86444, -92.46833. Según la Oficina del Censo de los Estados Unidos, el municipio tiene una superficie total de 90.33 km², de la cual 89,92 km² corresponden a tierra firme y (0,45 %) 0,41 km² es agua.

## Demografía
Según el censo de 2010, había 643 personas residiendo en el municipio de Soap Creek. La densidad de población era de 7,12 hab./km². De los 643 habitantes, el municipio de Soap Creek estaba compuesto por el 99,38 % blancos, el 0,16 % eran asiáticos, el 0,16 % eran de otras razas y el 0,31 % eran de una mezcla de razas. Del total de la población el 0,62 % eran hispanos o latinos de cualquier raza.